# Ione, Kalifornien
Ione är en stad (city) i Amador County, i delstaten Kalifornien, USA. Enligt United States Census Bureau har staden en folkmängd på 7 904 invånare (2011) och en landarea på 12,3 km².
I den norra delen av staden ligger det delstatliga fängelset Mule Creek State Prison.